# ...інакше ми розсердимось
...інакше ми розсердимось ( італ. ...altrimenti ci arrabbiamo!  ) — італійсько-іспанський комедійний бойовик 1974 року, знятий режисером Марчелло Фондато з комедійним дуетом Теренса Хілла та Бада Спенсера в головних ролях. 

## Сюжет
Десь в Іспанії, Бен - завзятий учасник гонок по бездоріжжю, мріє про приз наступного заїзду — червоний пляжний багі марки Пума. Але він забуває свого давнього ворога і суперника — гонщика на ім’я Кід, який теж має намір заволодіти новеньким багі. 
Під час гонки обидва гонщики відчайдушно борються за перше місце, але, по іронії долі, обоє фінішують одночасно. Суддя вирішує передати багі їм обом, щоб вони самі вирішили, кому належить машина. Коли пропозиція обміну від Бена провалюється, вони вирішують з’ясувати переможця у змаганні з поїдання сосисок і пива в барі поблизу луна-парку. Переможений втрачає право на машину та сплачує чек за їжу.
Запекле змагання грубо переривають люди якогось "Боса" — забудовника-спекулянта, який хоче знести луна-парк, щоб побудувати на його місці хмарочос. Бен і Кід вирішують продовжити своє змагання в іншому місці, але коли один з поплічників Боса погрожує знищити багі, вони збивають його з дороги. Але на превеликий жаль героїв, багі повністю згорає після зіткнення з автомобілем поплічника Боса. Розлючені, Бен і Кід вриваються до ресторану Боса та вимагають новий багі, пригрозивши, що якщо їхні вимоги не буде виконано, вони "розсердяться". Бос погоджується, але його персональний психолог-фройдист переконує його не піддаватися "шахраям". Він вважає, що Бен і Кід — "розпещені діти", які думають, що можуть легко маніпулювати босом. Тому Бос посилає свого поплічника Аттілу, щоб той спалив Бена та Кіда в їхній машині, але їм вдається загасити палаючу машину на автомийці.
Наступного дня Кід пропонує Бену знову піти до Боса, щоб з’ясувати ситуацію з новим багі. Спроба мирного діалогу швидко перетворюється на бійку в спортзалі торгового центру, де Кід і Бен перемагають Аттілу та його каратистів. Це настільки розлючує Боса, що він посилає проти них цілу банду мотоциклістів. Під час напруженої погоні в місцевому лісі банда зазнає поразки та поспіхом тікає. Тоді Бос вирішує звернутися до свого найкращого кілера з Чикаго — Паганіні. Кілер вирішує спочатку позбутися Бена, але Кід хитрощами заманює його до аудиторії, де проходить репетиція хору, в якому бере участь Бен. Під час хорового співу відбувається кульмінаційне протистояння, яке закінчується тим, що Бена виганяють з хору. Самого ж кілера Кід схоплює і змушує грати на скрипці в ресторані Боса під загрозою смерті. Розлючений Бос готується застосувати своє фірмове покарання — встромити виделку в руку Доктора. Останній переконує його покарати Джереміаса, колишнього кухаря і асистента Бена, який колись працював на Боса, вважаючи, що саме він видав їхні плани.
Після того як Бен проганяє Кіда з міста, він знаходить побитого Джереміаса в гаражі. Джереміас розповідає, що на нього напали люди Боса. Обурений, Бен вирушає до ресторану Боса, налаштований зустрітися з ним особисто. На вході Кід намагається переконати Бена поговорити з Босом мирно, але коли вони розуміють, що охорона їх не впустить, вирішують діяти рішуче: використовуючи машину Бена, вони вриваються в ресторан і починають масштабну бійку з поплічниками Боса. Не вбачаючи іншої альтернативи, Бос віддає кожному хлопцю по новому багі.
Бавлячись зі своїм новим багі, Кід відволікається на працівницю атракціону, яка йому подобається, і розбиває багі Бена. Поки Бен спостерігає за палаючими уламками, Кід починає вирішувати, кому дістанеться останній багі. 

## В ролях
- Теренс Гілл - Кід
- Бад Спенсер - Бен
- Джон Шарп - Бос
- Дональд Плезенс - Доктор
- Деограсія Хуерта - Аттіла
- Луїс Барберо - Джереміас
- Патті Шепард - Ліза
- Мануель де Блас - Паганіні
- Еміліо Лагуна - директор хору

## Ремейк
У 2022 році вийшов однойменний ремейк фільмі     .